# Angtoria
Angtoria – zespół metalowy grający metal symfoniczny, utworzony w 2001 przez Sarah Jezebel Deva i Chrisa Rehna.
Deva (Sarah Jane Ferridge), śpiewała w chórkach w zespołach Cradle of Filth, Therion, Covenant, i Mortiis, z którymi nagrała w sumie 25 płyt; Chris Rehn grał poprzednio w Abyssos. W 2004 roku dołączył brat Chrisa -Tommy. Ponadto w nagraniu pierwszej płyty wzięli udział Andreas Brobjer - perkusja, Dave Pybus (Cradle of Filth) – gitara basowa, Aaron Stainthorpe (My Dying Bride) – śpiew, Rikard Andersson (Space Odyssey, Majestic, Time Requiem) – instrumenty klawiszowe, Martin Häggström (Moahni Moahna) – śpiew i Tony Könberg - chórki.
W 2011 roku formacja zmieniła nazwę w związku z odejściem Tommy'ego Rehna, który był pomysłodawcą Angtorii. Nowa nazwa nie została opublikowana.

## Dyskografia
- Torn Between Two Worlds (2003, demo)
- Across Angry Skies (2004, demo)
- God Has A Plan For Us All (2006)